# Asamblea de Representantes del Pueblo
La Asamblea de Representantes del Pueblo (en árabe: مجلس نواب الشعب, translit: Majlis Nuwwab ash-Shab; en francés: Assemblée des représentants du peuple) o ARP por sus siglas, es el parlamento unicameral a cargo del poder legislativo de la República Tunecina. Fue formalmente instaurada el 26 de enero de 2014 con la promulgación de la nueva constitución redactada tras la revolución tunecina y sus primeras elecciones se celebraron el 26 de octubre de ese mismo año. Cuenta con 217 asientos. Previo a la revolución, durante el régimen de Ben Ali, el parlamento tunecino tenía poco poder real y era bicameral, con un senado y una cámara de diputados.

## Sistema electoral

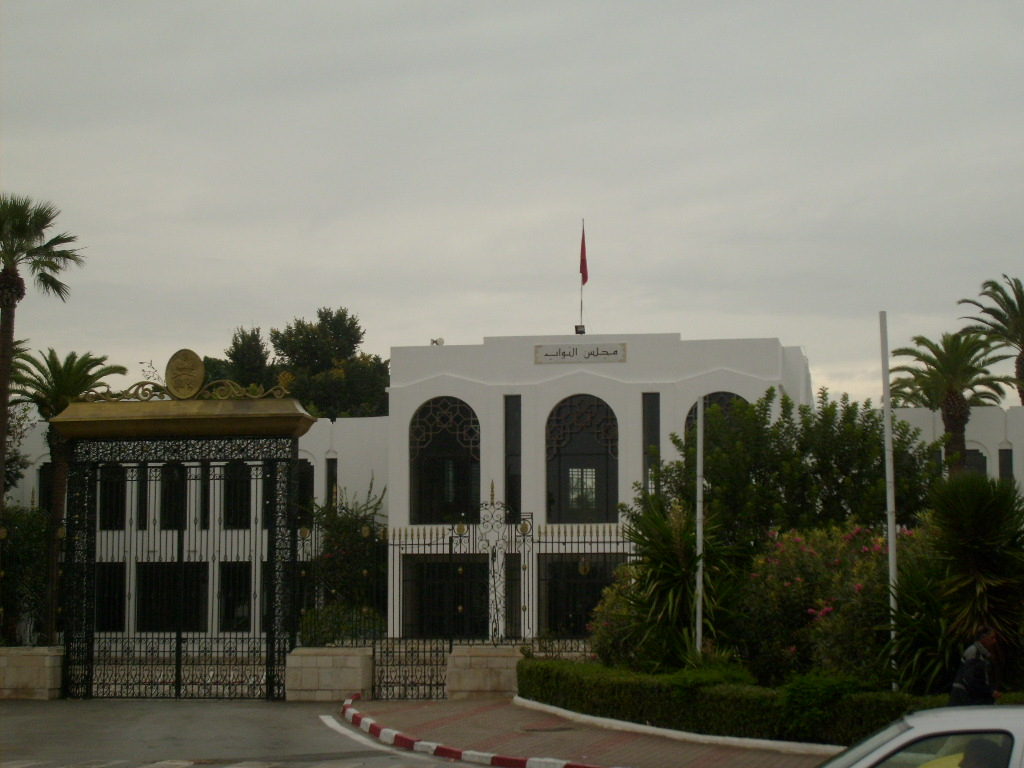
Fachada de la Asamblea de Representantes del Pueblo en el complejo del Palacio del Bardo

La Asamblea de Representantes del Pueblo está compuesta por 217 miembros elegidos directamente por sufragio universal por un período máximo de 5 años utilizando la representación proporcional.